# Sandy Berger

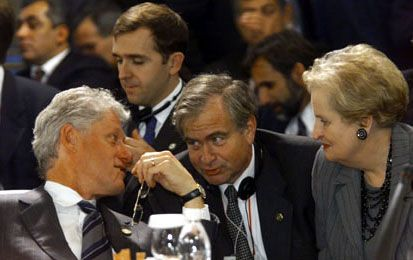
Sandy Berger (Mitte) im Gespräch mit US-Präsident Bill Clinton und US-Außenministerin Madeleine Albright (1999)

Samuel „Sandy“ R. Berger (* 28. Oktober 1945 in Millerton, New York; † 2. Dezember 2015 in Washington, D.C.) war ein US-amerikanischer Rechtsanwalt, der zwischen 1997 und 2001 während der zweiten Amtszeit von US-Präsident Bill Clinton auch Nationaler Sicherheitsberater der USA war und der 2005 von einem Gericht wegen Entwendung geheimer Dokumente verurteilt wurde.

## Leben

### Studium, Rechtsanwalt und Wahlkampfteam der Demokraten
Nach dem Schulbesuch studierte Berger zuerst an der Cornell University, schloss dieses Studium 1967 mit einem Bachelor of Arts (B.A.) ab und wurde auch Mitglied der Ehemaligenvereinigung Quill and Dagger. Ein anschließendes postgraduales Studium der Rechtswissenschaften an der Law School der Harvard University beendete er 1971 mit einem Juris Doctor (J.D.) cum laude.
Im Anschluss wurde er Redenschreiber von George McGovern während dessen Kandidatur für die Demokratische Partei bei der Präsidentschaftswahl 1972 und lernte während dieser Zeit auch Bill Clinton kennen. Im Anschluss nahm er eine Tätigkeit als Rechtsanwalt auf und war zwischen 1973 und 1977 Partner von Hogan & Hartson, einer Anwaltskanzlei mit Sitz in Washington, D.C.
Nach der Wahl von Jimmy Carter zum US-Präsidenten wurde er 1977 stellvertretender Direktor für politische Planung im Außenministerium und war als solcher bis 1981 engster Mitarbeiter des damaligen Direktors für politische Planung, Anthony Lake, der sein Vorgänger als Nationaler Sicherheitsberater war. Nach der Niederlage Carters gegen Ronald Reagan bei der Präsidentschaftswahl 1980 schied Berger aus dem Regierungsdienst aus und kehrte als Partner zur Anwaltskanzlei Hogan & Hartson zurück.
1988 unterbrach er seine dortige Partnerschaft, um als außenpolitischer Berater von Michael Dukakis, dem demokratischen Bewerber bei der Präsidentschaftswahl 1988 zu arbeiten. Im Anschluss nahm er seine Partnerschaft in der Kanzlei Hogan & Hartson wieder auf, bis er dem Wahlkampfteam Clintons bei der Präsidentschaftswahl 1992 beitrat und dort leitender außenpolitischer Berater wurde.

### Nationaler Sicherheitsberater und Vorwurf des Diebstahls geheimer Dokumente
Nach der Wahl Clintons zum US-Präsidenten wurde er im Januar 1993 stellvertretender Nationaler Sicherheitsberater und somit abermals Vertreter von Anthony Lake, dem damaligen Nationalen Sicherheitsberater. Im März 1997 folgte er schließlich Lake im Amt des Nationalen Sicherheitsberaters nach und übte dieses Amt bis zum Ende von Clintons Amtszeit am 20. Januar 2001 aus.
Im Anschluss war er Mitglied der National Security Advisory Group, einem Gremium, das die Fraktion der Demokraten im US-Senat in sicherheitspolitischen Fragen berät. Darüber hinaus war er erneut leitender außenpolitischer Berater im Wahlkampfteam von John Kerry bei der Präsidentschaftswahl 2004.

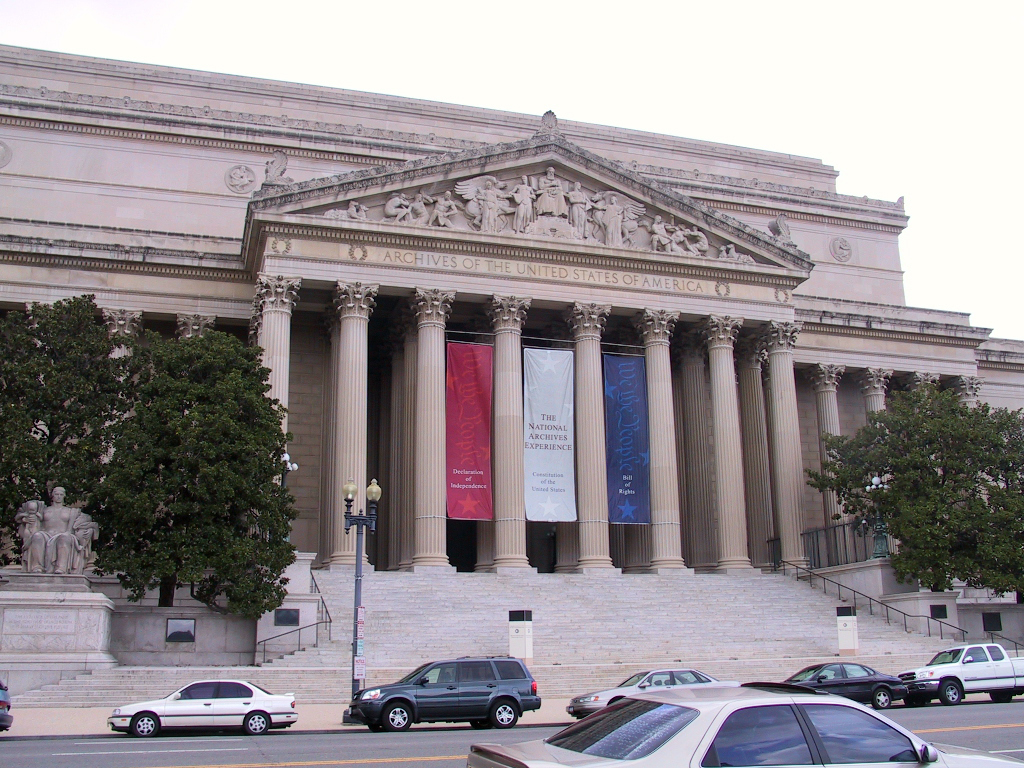
Das Gebäude des National Archives

Im Juli 2004 trat er von diesen beiden Funktionen zurück, nachdem ihm in Medien vorgeworfen worden war, geheimes Informationsmaterial gestohlen zu haben. Die 9/11 Commission hatte Dokumente der Clinton-Regierung gesucht, die sich mit der Anti-Terror-Politik befassten, und Clinton hatte Berger gebeten, diese Dokumente zu sichten und diejenigen auszuwählen, die der Untersuchungskommission übergeben werden sollten. Dazu wurde Berger der Zugriff auf Dokumente mit hohen Geheimhaltungsstufen in einem sicheren Lesezimmer der National Archives and Records Administration (NARA) am 18. Juli, 2. September und 2. Oktober 2003 gewährt.
Die Nachrichtenagentur Associated Press berichtete, dass das Federal Bureau of Investigation (FBI) im ersten Halbjahr 2004 das Haus und das Büro Bergers durchsucht habe. Berger erklärte zu den Presseberichten, dass er das Lesezimmer der NARA lediglich mit seinen handschriftlichen Notizen verlassen habe einschließlich „versehentlich“ mitgenommener Kopien aktueller geheimer Dokumente. Aufgrund der strikten Regeln der NARA ist es jedoch nicht gestattet, „Souvenirs“ mitzunehmen. Darüber hinaus hätten danach sämtliche Notizen durch Mitarbeiter gesichtet und auch deren Mitnahme genehmigt werden müssen. Zwar wurde der genaue Inhalt der von Berger eingesehenen und exzerptierten Dokumente nicht bekannt, allerdings gaben sowohl Berger als auch sein Rechtsanwalt zu, dass in einer Ledermappe Bergers „einige mit Geheimhaltungsstufen versehene Dokumente“ gefunden wurden. Beide gaben gegenüber der Presse an, dass diese sowie Bergers handschriftliche Notizen umgehend dem FBI übergeben wurden, und der ganze Tumult ausschließlich das Ergebnis von Bergers „ungewollter Nachlässigkeit“ sei.
Am 1. April 2005 bekannte er sich der Fehlbehandlung von Dokumenten mit Geheimhaltungsstufen für schuldig. Ein Gericht verurteilte ihn daraufhin im September 2005 zu 100 Stunden gemeinnütziger Arbeit sowie einer Geldstrafe von 50.000 US-Dollar.
Berger gehörte zu den Unterzeichnern von Global Zero, einer im Dezember 2008 gestarteten Initiative, die eine vollständige nukleare Abrüstung weltweit zum Ziel hat.
Später wurde Berger Mitglied des Board of Directors des weltweit tätigen Strategieunternehmens Albright Stonebridge Group, deren Vorsitzender er zuletzt neben der früheren Außenministerin Madeleine Albright und dem ehemaligen republikanischen US-Senator aus New Hampshire Warren Rudman war.
Daneben engagierte sich Berger in zahlreichen sicherheits- und außenpolitischen Organisationen wie zum Beispiel im Beratungsgremium America Abroad und der Partnership for a Secure America sowie in der American Academy of Diplomacy, dem Council on Foreign Relations und im Searchlight Leadership Fund.
2015 wurde ihm der japanische große Orden der Aufgehenden Sonne am Band verliehen.

## Veröffentlichungen
- Dollar Harvest. The Story of the Farm Bureau. Heath, Lexington MA 1971.